# Surface Studio
El Surface Studio és un ordinador de sobretaula, dissenyat i produït per Microsoft com a part de la seva gamma Surface de dispositius d'ordinadors personals amb una base Windows. Es va anunciar al Windows 10 Devices Event el 26 d'octubre de 2016, amb pre-comandes començant a ser disponibles a partir d'aquell dia.